# Шереметев, Никита Васильевич
Никита Васильевич Шереметев (ум. 1564) — русский военный и государственный деятель, окольничий, боярин и воевода, четвёртый сын воеводы Василия Андреевича Шереметева (ум. 1548).

## Биография
В конце 1547 года Никита Шереметев участвовал в походе царя Ивана Васильевича Грозного на Казанское ханство. Сам царь из-за весенней распутицы вернулся в феврале 1548 года из Ростова в Москву, а русская армия под командованием боярина князя Дмитрия Фёдоровича Бельского двинулась на Казань. Князь Семен Иванович Микулинский разбил казанское войско хана Сафа-Гирея в бою на Арском поле. С известием об этой победе 11 марта 1548 года к царю были отправлены Иван Михайлович Юрьев и Никита Васильевич Шереметев.
В 1552 году Никита Васильевич Шереметев участвовал в новом походе царя Ивана Грозного на Казанское ханство. Н. Шереметев был выборным головой над сотней детей боярских в царском полку. 26 августа по царскому указу Никита Шереметев вместе с другими выборными головами был отправлен на помощь второму воеводе большого полка, князю Михаилу Ивановичу Воротынскому, против которого казанцы предприняли вылазку. Затем Никита Шереметев участвовал в разгроме казанского князя Епанчи, который со своим отрядом укрылся в крепости на горе на Арском поле.
11 октября 1552 года после выступления русской армии из Казани Никита Васильевич Шереметев вел передовой полк сухим путём через Васильсурск.

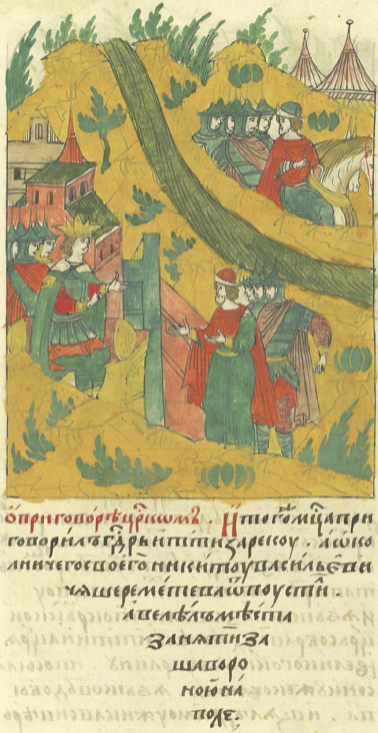
Иван IV и Никита Васильевич Шереметев

В июне 1555 года царь Иван Грозный во главе рати выступил из Москвы в Тулу, на помощь Ивану Васильевичу Большому Шереметеву против крымского хана Девлет Герая. Во время этого похода Никита Шереметев был назначен выборным головой для рассылок. После отступления крымского хана в степи царь Иван Васильевич вернулся в Москву, а Н. В. Шереметев был отправлен наместником в пригораничную крепость Ивангород, построенную в 1492 году на берегу реки Наровы, напротив ливонской крепости Нарвы. В Ивангороде Никита Шереметев пробыл недолго, к 6 декабрю на его место должен был приехать Михаил Васильевич Годунов.
В 1555 году Никита Васильевич Шереметев принял участие в войне со Швецией. Н. В. Шереметев был назначен товарищем (заместителем) к воеводе передового полка и своему брату Семену Шереметеву. В битве под Выборгом в январе 1556 года Никита Шереметев был ранен. В том же 1556 году он был пожалован в окольничие и находился при дворе царя Ивана Васильевича, когда он в июне того же года выступил в поход «по крымским вестям» в Серпухов. Оттуда Никита Васильевич Шереметев был послан из Серпухова на реку Шиворону, но вскоре был отозван оттуда, так как стало известно, что крымский хан передумал совершать набег на южнорусские земли.
Весной 1557 года Никита Васильевич Шереметев был пожалован в бояре. В 1558 году был отправлен вторым воеводой в Казань, став заместителем первого воеводы князя Александра Ивановича Воротынского. В 1559-1560 годах во время походов на Ливонию Никита Шереметев был вначале вторым воеводой полка правой руки, а затем первым воеводой полка левой руки. В конце 1562 — начале 1563 года участвовал в царском походе на Полоцк, во время которого находился в числе одиннадцати бояр, которые составляли военный совет при царе. В феврале 1563 года после взятия Полоцка царь Иван Васильевич Грозный во главе русской армии двинулся в Москву. Во время похода из Полоцка в Великие Луки боярин Никита Шереметев был третьим воеводой сторожевого полка. Из Великих Лук Н. В. Шереметев был отправлен вместе с боярином М. Я. Морозовым на воеводство в Смоленск.

## Казнь
В 1564 году боярин Никита Васильевич Шереметев был казнен по приказу царя Ивана Грозного. Князь Андрей Михайлович Курбский сообщал, что царь велел «удавить» его в тот самый день, когда посетил в темнице его старшего брата, Ивана Васильевича Большого Шереметева, попавшего в опалу в 1562 году. Шведский писатель Петр Петрей, живший в России в начале XVII века, написал, что царь Иван Васильевич велел в своем присутствии изрубить Никиту Шереметева в куски, а его ноги и руки приказал завернуть в тонкое сукно и послать в подарок его жене.
Имя Никиты Васильевича Шереметева было записано в двух синодниках «по опальных людях», присланных царем Иваном Грозным, в Никитский Переяславский монастырь и Нижегородский Печерский монастырь.
Никита Шереметев был погребен в Кирилло-Белозерской обители, «у большой церкви за алтарем», и на помин его души был дан вклад в размере двухсот рублей.

## Семья
Никита Васильевич Шереметев был женат на Евдокии, происхождение которой не известно. Дети:
- Пётр Никитич Шереметев (ок. 1564—1610) — стольник, воевода и боярин, был женат на Марфе Васильевне Нагой, имел трёх сыновей.